# Маяк острова Блэквелл
Маяк острова Блэквелл (англ. Blackwell Island Light), также известный как маяк острова Благосостояния (англ. Welfare Island Lighthouse) и маяк острова Рузвельт (англ. Roosevelt Island Lighthouse) — маяк, расположенный в городе Нью-Йорк на небольшом острове Рузвельт, расположенном в центре Ист-Ривер, Манхэттен, штат Нью-Йорк, США. Построен в 1872 году. Деактивирован в 1940 году.

## История
Остров Блэквелл (известный также как остров Благосостояния с 1921 по 1973 год; с 1973 года остров Рузвельт) расположен по центру Ист-Ривер, административно принадлежит боро Манхэттен. Остров был приобретен городом в 1828 году. На острове были построены различные объекты, в том числе исправительные учреждения, городские больницы, психиатрическая лечебница, известная как «Октагон», Госпиталь для больных оспой. В 1872 году город выделил средства на строительство маяка на острове и маяк был построен. Ведущим архитектором был выбран Джеймс Ренвик-младший, который также проектировал многие другие здания на острове, а также Собор Святого Патрика. Маяк представлял собой восьмиугольную башню высотой 15 метров, построенную из серого гнейса и тёсаного камня. С южной стороны башни расположен вход с готической аркой. Маяком управлял город, хотя обычно маяки находятся в ведении Совета по маякам США. Он работал до 1940 года, когда был выведен из эксплуатации. В 1970-х годах маяк был частично восстановлен. Полная реставрация была завершена в 1998 году.
В 1972 году маяк был включен в Национальный реестр исторических мест.

## Легенды
Вокруг маяка ходит множество легенд. Джон Маккарти и Томас Макси чаще других фигурируют в этих легендах. В отчете 1870 г. начальника Октагона указывалось, что трудолюбивый пациент построил дамбу рядом с лечебницей. Легенды указывают, что пациент лечебницы построил форт, чтобы защитить остров от британского вторжения, которого он боялся. Некоторые версии указывают, что он даже достал пушки времён гражданской войны. Одна легенда утверждает, что строители маяка был подкуплены поддельными деньгами, чтобы снести форт для строительства маяка. Другая легенда утверждает, что пациент из лечебницы сам построил маяк. Много лет на камне возле маяка была надпись:

Эту работу

Сделал

Джон Маккарти

Который построил Маяк

От фундамента и до

Вершины, все, кто проходит мимо,

Молитесь за его душу, когда он умрёт.